# Mantel (elektriciteit)
Een mantel is een isolerende slangvormige omhulling om een elektrisch geleidende draad. Vaak hebben de aders van een kabel verschillende kleuren of zijn ze genummerd, wat helpt bij het onderscheid van de elektrische spanningen of signalen.
Een mantel kan ook om een aantal geïsoleerde aders zitten, dit wordt buitenmantel genoemd. Bij sommige toepassingen wordt deze halogeenvrij uitgevoerd.
Voor kabels die mechanisch sterk moeten zijn is er de staalmantel, een geweven stel staaldraden die als een kous om de binnenader(s) heen zit.
Tot slot wordt de elektrische afscherming van coaxiale kabels ook wel mantel genoemd.